# Dinamite Mixtape
Dinamite Mixtape è un mixtape del gruppo musicale italiano Teste Mobili, pubblicato nel 2000 dalla Tritona Trama.
Il disco è stato ristampato successivamente dalla Vibrarecords in CD (poche copie), ma durando più di 80 minuti sono state tagliate cinque tracce rispetto alla versione in musicassetta.

## Tracce

### MC
1. Fabri Fibra & Shezan il Ragio - Intro
2. Shezan Il Ragio - Modus operandi
3. Fabri Fibra & Nesly Rice - La tua logica
4. Fabri Fibra - Fuma a me - (Skit)
5. Fabri Fibra & DJ Lugi - In questo mare di MC's
6. Nesly Rice & Chime Nadir - Banchi di nebbia
7. Shezan Il Ragio & DJ Rudy B - Ci siamo
8. Fabri Fibra, Fulo & Word - Fulo + Word
9. Teste Mobili - Segreteria telefonica - (Skit)
10. Marya, Nesly Rice, Shezan Il Ragio, Fabri Fibra - Il gusto di fare
11. Fabri Fibra - Troppo breve
12. Nesly Rice & Chime Nadir - Pappette per scarsi senza denti
13. Fabri Fibra - Merce marcia
14. Fabri Fibra & Nesly Rice - Fino alla prossima sosta
15. El Presidente, Polaroide, DJ Inesha, DJ Rudy B, DJ Double S - 15 uomini
16. Fabri Fibra, Word, Chime Nadir, Nesly Rice - Più ne scrivo
17. Fabri Fibra & DJ Rudy B - Ci siamo I
18. Fabri Fibra & DJ Rudy B - Ci siamo II
19. Fabri Fibra, Fede, Nesly Rice - Il mio stampo
20. Fabri Fibra & Nesly Rice - Ci siamo III
21. Fabri Fibra - Ti vizio
22. Fabri Fibra, Nesly Rice, DJ Rudy B - In Riviera
23. Seca Sek L300 - Seca Mobile Testa
24. Fabri Fibra & DJ Rudy B - Freestyle
25. Fabri Fibra & Shezan Il Ragio - Maniacali testimoni locali
26. Fabri Fibra - Da. A Intro
27. Fabri Fibra - Nesly Rice - Da. A
28. Word - Freestyle
29. Fabri Fibra & Shezan il Ragio - Blunt Smokerz
30. Fabri Fibra, Shezan Il Ragio, Nesly Rice - Chi ti ricordi per sorridere?

### CD
1. Fabri Fibra & Shezan Il Ragio - Intro
2. Shezan Il Ragio - Modus operandi
3. Fabri Fibra & Nesly Rice - La tua logica
4. Fabri Fibra - Fuma a me - (Skit)
5. Fabri Fibra & DJ Lugi - In questo mare di MC's
6. Nesly Rice & Chime Nadir - Banchi di nebbia
7. Shezan Il Ragio & DJ Rudy B - Ci siamo
8. Fabri Fibra, Fulo & Word - Fulo + Word
9. Fabri Fibra, Marya, Nesly Rice & Shezan il Ragio - Il gusto di fare
10. Fabri Fibra - Troppo breve
11. Nesly Rice & Chime Nadir - Pappette per scarsi senza denti
12. Fabri Fibra - Merce marcia
13. Fabri Fibra & Nesly Rice - Fino alla prossima sosta
14. El Presidente, Polaroide, DJ Inesha, DJ Double S, DJ Rudy B - 15 uomini
15. Fabri Fibra, Nesly Rice, Word & Chime Nadir - Più ne scrivo
16. DJ Rudy B - TesteMobili Selection
17. Fabri Fibra, Fede & Nesly Rice - Il mio stampo
18. Nesly Rice & Fabri Fibra - Ci siamo III
19. Fabri Fibra - Ti vizio - (Skit)
20. Fabri Fibra, Nesly Rice & DJ Rudy B - In riviera
21. Seca Sek L300 - Seca mobile testa
22. Fabri Fibra & Nesly Rice - Da. A
23. Word - Freestyle
24. Fabri Fibra & Shezan Il Ragio - Blunt Smokerz
25. Fabri Fibra, Nesly Rice, Shezan Il Ragio - Chi ti ricordi per sorridere?